# Tamás Kásás
Tamás Kásás (ur. 20 lipca 1976 roku w Budapeszcie) – węgierski piłkarz wodny, zdobywca złotego medalu z drużyną na Letnich Igrzyskach Olimpijskich w Sydney i na Letnich Igrzyskach Olimpijskich w Atenach.